# 武夷精舍遗址
武夷精舍遗址位于武夷山市武夷街道天心村，武夷山风景名胜区内，由朱熹创建于南宋淳熙十年（1183年），至绍熙元年（1190年）的八年间为朱熹授徒著述的理学道场，元、明、清历有兴废。20世纪五六十年代拆除，2001年原址重建，现利用为朱熹纪念园。现存的地面建筑包括南墙、北墙各一段及墙内砖铺地，保存在隐求堂、止宿寮内展示。南侧残存土墙总长13.23米，宽0.45米，高3.46米。北侧残存土墙总长12.65米，宽0.45米，高3.50米。武夷精舍的建筑及遗址成为历代纪念朱子、阐扬学术自由精神的重要场所。
2021年9月24日增补为第十批福建省文物保护单位。